# Laxenecera scopifera
Laxenecera scopifera är en tvåvingeart som beskrevs av Speiser 1910. Laxenecera scopifera ingår i släktet Laxenecera och familjen rovflugor. Inga underarter finns listade i Catalogue of Life.